# Pepe
För andra betydelser, se Pepe (olika betydelser).
Kepler Laveran de Lima Ferreira med artistnamnet Pepe, född 26 februari 1983 i Maceió, Brasilien, är en portugisisk-brasiliansk före detta fotbollsspelare (försvarare), som sedan augusti 2007 är portugisisk medborgare. Pepe debuterade för Portugals landslag 21 november 2007 i en match mot Finland i kvalspelet till Europamästerskapet i fotboll 2008. Sitt första landslagsmål gjorde han i Portugals premiärmatch i Europamästerskapet i fotboll 2008 mot Turkiet. Den 8 augusti 2024 meddelade Pepe att han avslutar sin fotbollskarriär. Han spelade större delen av sin karriär för det portugisiska laget FC Porto och det spanska laget Real Madrid. Pepe var en tuff spelare och hade många röda kort i sinn karriär i Real Madrid bildade han ett mittbackslås med Sergio Ramos.

## Karriär
Pepe är en modern mittback som är snabb, bra på huvudet och skicklig med fötterna. Han är också känd som en våldsam spelare med hett temperament, och har ett flertal gånger slagit och sparkat andra spelare. I en match mot Getafe CF i april 2009 attackerade han Getafes lagkapten Javier Casquero, genom att sparka på honom ett flertal gånger, trycka ner honom i gräset, och ett antal andra attacker. När två Getafespelare försökte dra bort Pepe från Casquero, slog han båda två i ansiktet, och blev utvisad. Följden blev tio matchers avstängning från spel.
Pepe skrev 2007 ett kontrakt med Real Madrid som sträckte sig till 2012. Övergången från Porto kostade Real Madrid €30 miljoner.
Pepe slet den 12 december 2009 av korsbandet i La Liga-matchen mot Valencia.
Under Världsmästerskapet i fotboll 2014 fick Pepe ett rött kort i första halvlek av Portugals öppningsmatch mot blivande världsmästarna Tyskland för att han skallade den tyske mittfältaren Thomas Müller.

## Meriter

### Porto
- Interkontinentala cupen: 2004
- Primeira Liga: 2005/2006, 2006/2007, 2019/2020
- Portugisiska cupen: 2005/2006, 2019/2020
- Supertaça Cândido de Oliveira: 2004, 2006, 2020

### Real Madrid
- La Liga: 2007/2008, 2011/2012, 2016/2017
- Uefa Champions League: 2013/2014, 2015/2016, 2016/2017
- Copa del Rey: 2010/2011, 2013/2014
- Spanska supercupen: 2008, 2012
- Uefa Super Cup: 2014, 2016
- Världsmästerskapet i fotboll för klubblag: 2014, 2016

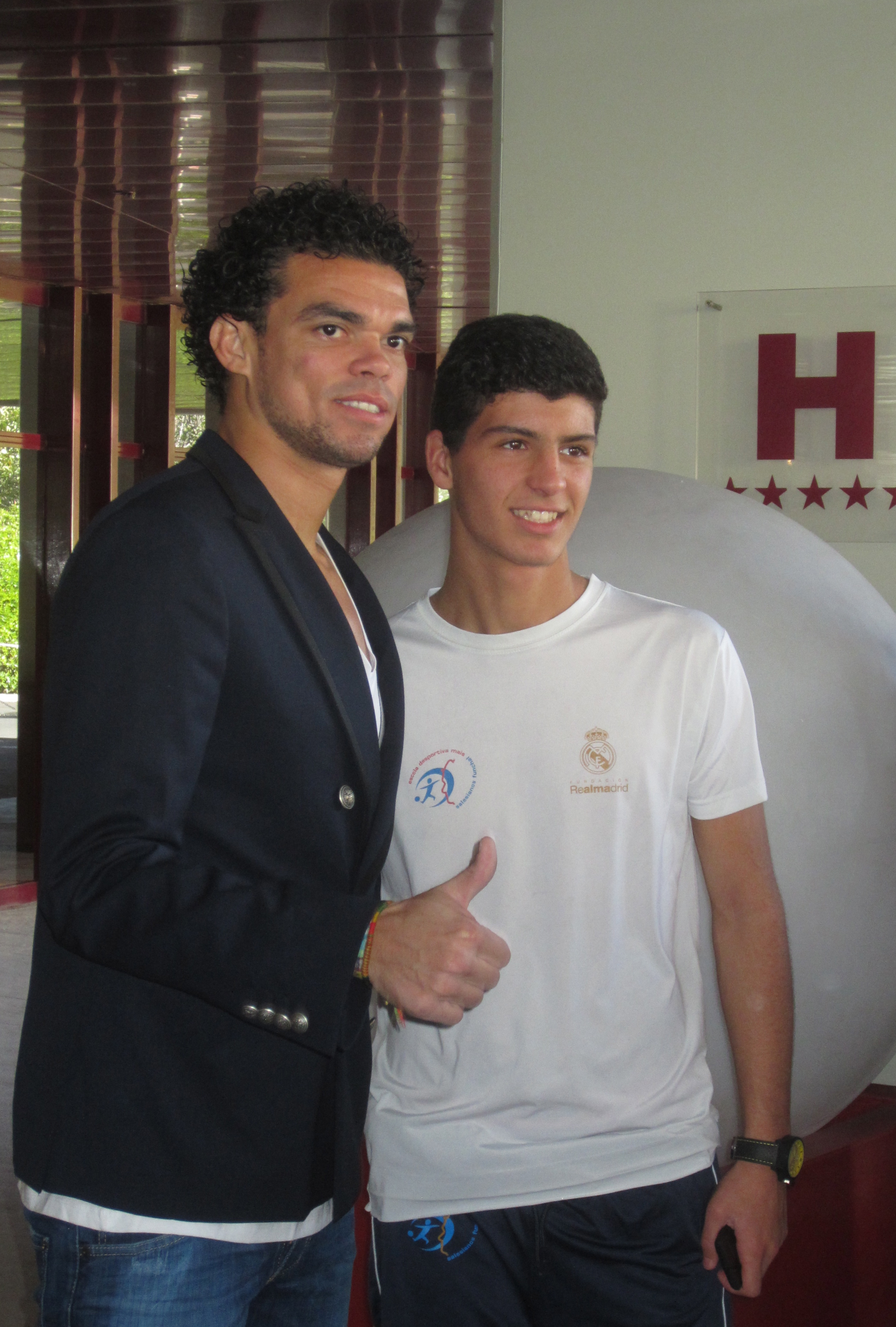
Pepe med en ungdomsspelare från Real Madrid före premiäröppningen av Cristiano Ronaldo Museum - "Museu CR7" i Funchal den 15 december 2013.

### Portugal
- EM-Guld 2016
- UEFA Nations League 2018/2019